# Jens Nohka
Jens Nohka (ur. 5 października 1976 we Frankfurcie nad Odrą) – niemiecki bobsleista, srebrny medalista mistrzostw świata.

## Kariera
Największy sukces w karierze Nohka osiągnął w 2004 roku, kiedy wspólnie z Christophem Langenem, Christophem Heyderem i Enrico Kühnem zdobył srebrny medal w czwórkach podczas mistrzostw świata w Königssee. W tej samej konkurencji był też między innymi czwarty na rozgrywanych rok wcześniej mistrzostwach świata w Lake Placid. Nigdy nie wystąpił na igrzyskach olimpijskich.